# Гидрооснова
Гидроосно́ва (также гидроними́ческая осно́ва, осно́ва гидро́нима) — часть гидронима, которая остаётся при отбрасывании гидроформанта и окончания.
В значительной части Евразии гидронимы являются наиболее древними видами топонимов, именно от них в большинстве случаев происходят иные топонимы. Исключение — отдельные районы Китая и Средней Азии, где гидронимы часто образовывались по названиям населённых пунктов, а не наоборот. Многие гидроосновы происходят из древних, вышедших из употребления языков. Так, во многих странах Европы имеются гидронимы, несущие в себе индоевропейский корень *pal-, означавший «болото, трясину, топь» — к таким гидронимам относятся, например, реки Пола, Пала, Полометь и другие. 
Ниже приводятся некоторые примеры возможных гидрооснов, их значение и происходящие от них гидронимы (поскольку для многих гидронимов существуют различные гипотезы об их этимологии, не все филологи согласны с данными трактовками):
| Гидрооснова                  | Значение                  | Топонимы                       |        |
| ---------------------------- | ------------------------- | ------------------------------ | ------ |
| Индоевропейские гидроосновы: |                           |                                |        |
| *adu-                        | Течение воды, поток       | Адда, Одер                     | [ 3 ]  |
| *alb-                        | Идти, течь                | Эльба                          | [ 4 ]  |
| *bhṛdh-                      | Богатый бродами           | Брадано                        | [ 3 ]  |
| *dheu-                       | Течь, литься              | Западная Двина, Северная Двина | [ 5 ]  |
| *droūos-                     | Течение, река             | Драва                          | [ 6 ]  |
| *eis-                        | Бурно, быстро двигаться   | Изонцо                         | [ 7 ]  |
| *mari-                       | Болото                    | Марица, Морава                 | [ 7 ]  |
| *moinia-                     | Болото                    | Майн                           | [ 7 ]  |
| *mus-                        | Влага, сырость            | Маас, Мозель                   | [ 7 ]  |
| *reinos-                     | Река                      | Рейн                           | [ 8 ]  |
| *sal-                        | Дождевой ручей            | Зале                           | [ 9 ]  |
| *ser-                        | Течь                      | Саар, Серет                    | [ 8 ]  |
| *seṷ-/*soṷ                   | Течь, сочиться, влажность | Сава                           | [ 8 ]  |
| *strum-                      | Струя, течение            | Струма                         | [ 4 ]  |
| *ta-                         | Течь                      | Темза                          | [ 4 ]  |
| *ūdō(r)-                     | Вода                      | Уда, Уды, Удыч, Удра           | [ 5 ]  |
| *ụis-/*ụeis-                 | Вода                      | Висла, Везер                   | [ 3 ]  |
| Иранские гидроосновы:        |                           |                                |        |
| dānu                         | Река                      | Днепр, Днестр, Дунай           | [ 10 ] |
| don                          | Вода, река                | Дон                            | [ 6 ]  |
| furd                         | Большая река              | Прут                           | [ 7 ]  |

В европейской части России встречаются гидроосновы, имеющие древнерусское происхождение, например, название нескольких русских рек с названием Чечора происходит от омонимичного древнерусского слова, означавшего «старое русло реки». 
Также значительное распространения в европейской части России и соседних стран имеют гидронимы с балтийскими гидроосновами (Абеста, Ажовка, Бебря, Бержица, Верепета, Вопь, Дегна, Лучеса, Мерея, Наровля, Упа и так далее).
Одной из версий этимологии реки Москвы является её происхождение от славянского слова «москы» (означавшего «топкая, болотистая, мокрая»); от той же гидроосновы вероятно происхождение гидронимов Мокрая Московка и Московец в Украине, Москава в Польше и другими. По другой версии, происхождение названия этой реки связано с балтийской гидроосновой *Мask-(u)va, *Mask-ava или *Mazg-(u)va, *Mazg-ava («топь, грязь») с широко распространённым гидроформантом -ва (Локнава, Нарва, Протва).